# Siogung Ogung
Siogung Ogung is een bestuurslaag in het regentschap Samosir van de provincie Noord-Sumatra, Indonesië. Siogung Ogung telt 1401 inwoners (volkstelling 2010).